# Termes (Ardenes)
Termes és un municipi francès situat al departament de les Ardenes i a la regió del Gran Est. L'any 2007 tenia 136 habitants.

## Demografia

### Població
El 2007 la població de fet de Termes era de 136 persones. Hi havia 60 famílies de les quals 24 eren unipersonals (8 homes vivint sols i 16 dones vivint soles), 12 parelles sense fills, 16 parelles amb fills i 8 famílies monoparentals amb fills.
La població ha evolucionat segons el següent gràfic:
Habitants censats

### Habitatges
El 2007 hi havia 97 habitatges, 63 eren l'habitatge principal de la família, 19 eren segones residències i 15 estaven desocupats. Tots els 95 habitatges eren cases. Dels 63 habitatges principals, 51 estaven ocupats pels seus propietaris, 8 estaven llogats i ocupats pels llogaters i 5 estaven cedits a títol gratuït; 1 tenia una cambra, 3 en tenien dues, 8 en tenien tres, 10 en tenien quatre i 42 en tenien cinc o més. 50 habitatges disposaven pel capbaix d'una plaça de pàrquing. A 32 habitatges hi havia un automòbil i a 23 n'hi havia dos o més.

### Piràmide de població
La piràmide de població per edats i sexe el 2009 era:
| Homes | Edats   | Dones |
| ----- | ------- | ----- |
| 0     | 95 o +  | 0     |
| 0     | 90 a 94 | 0     |
| 0     | 85 a 89 | 4     |
| 0     | 80 a 84 | 8     |
| 8     | 75 a 79 | 12    |
| 0     | 70 a 74 | 4     |
| 8     | 65 a 69 | 4     |
| 4     | 60 a 64 | 0     |
| 4     | 55 a 59 | 8     |
| 4     | 50 a 54 | 4     |
| 0     | 45 a 49 | 0     |
| 0     | 40 a 44 | 0     |
| 8     | 35 a 39 | 0     |
| 8     | 30 a 34 | 4     |
| 0     | 25 a 29 | 8     |
| 0     | 20 a 24 | 0     |
| 0     | 15 a 19 | 0     |
| 0     | 10 a 14 | 4     |
| 4     | 5 a 9   | 0     |
| 12    | 0 a 4   | 0     |

## Economia
El 2007 la població en edat de treballar era de 72 persones, 49 eren actives i 23 eren inactives. De les 49 persones actives 45 estaven ocupades (26 homes i 19 dones) i 4 estaven aturades (3 homes i 1 dona). De les 23 persones inactives 9 estaven jubilades, 6 estaven estudiant i 8 estaven classificades com a «altres inactius».

### Ingressos
El 2009 a Termes hi havia 67 unitats fiscals que integraven 142 persones, la mediana anual d'ingressos fiscals per persona era de 15.873 €.

### Activitats econòmiques
Dels 8 establiments que hi havia el 2007, 2 eren d'empreses alimentàries, 1 d'una empresa de fabricació d'altres productes industrials, 1 d'una empresa de construcció, 1 d'una empresa de comerç i reparació d'automòbils, 1 d'una empresa immobiliària i 2 d'empreses de serveis.
Dels 3 establiments de servei als particulars que hi havia el 2009, 1 era un taller de reparació d'automòbils i de material agrícola, 1 paleta i 1 veterinari.
L'any 2000 a Termes hi havia 5 explotacions agrícoles.

## Poblacions més properes
El següent diagrama mostra les poblacions més properes.